# 滋賀県立草津東高等学校
滋賀県立草津東高等学校（しがけんりつ くさつひがしこうこう）は、滋賀県草津市西渋川二丁目に所在する公立の高等学校。通称は「くさひが」。

## 設置学科
- 普通科
- 体育科（1学年あたり40名）

## 沿革
- 1978年4月 - 地域密着型の普通科高校として開校
- 1995年4月 - 県下唯一の体育科が新設

## 著名な出身者

### サッカー選手
- 高木和道 - 1998年度卒業。元プロサッカー選手（元日本代表）
- 岡谷良 - 1998年度卒業。元プロサッカー選手、フットサル選手
- 神崎亮佑 - 2000年度卒業。元プロサッカー選手
- 内林広高 - 2001年度卒業。元プロサッカー選手
- 酒井悠基 - 2003年度卒業。元プロサッカー選手
- 馬場悠企 - 2004年度卒業。サッカー選手（タイ・ネイビーFC）
- 吉川智貴 - 2006年度卒業。フットサル選手（名古屋オーシャンズ）
- 吉田実成都 - 2009年度卒業。サッカー選手（レイジェンド滋賀FC）
- 村上昌謙 ‐ 2010年度卒業。プロサッカー選手（アビスパ福岡）
- 山本悠樹 ‐ 2015年度卒業。プロサッカー選手（川崎フロンターレ）
- 夏川大和 - 2019年度卒業。プロサッカー選手（FC大阪）

### その他スポーツ
- 古川克樹 - 2006年度卒業。プロボクサー
- 大橋悠依 ‐ 2013年度卒業。水泳選手（東洋大学→イトマン東進）。2021年東京オリンピック競泳女子400メートル個人メドレー金メダリスト
- 山中博生 - 2020年度卒業。陸上選手長距離（帝京大→大阪ガス）　　　　　　　　　　第101回東京箱根間往復大学駅伝競走　2区区間5位　　　　　　　　　　　　　　　　　　関東インカレ 10000m 第二部　4位

### 芸能・文化
- 藤原敦 - 1981年度卒業　写真家　東京在住
- SHIHO - 1992年度入学（上京のため東京都立玉川高等学校へ転校）。ファッションモデル
- ひょっこりはん ‐ 2005年度卒業。タレント、お笑い芸人

## 交通アクセス
- JR琵琶湖線（東海道本線）・JR草津線 草津駅下車、徒歩15分。